# Municipio de Juchitlán
El municipio de Juchitlán es un municipio de la Región Sierra de Amula del estado de Jalisco, México. Está localizado a 120 km de Guadalajara y a 180 km de Barra de Navidad. Su cabecera es la localidad de Juchitlán.

## Toponimia
El nombre de Juchitlán proviene del náhuatl y significa: "lugar donde abundan las flores". Primitivamente se llamó Xochitlán o Zochitlque.

## Historia
A la llegada de los españoles estaba habitada por tribus de indígenas cuyutecos. Tenía alrededor de 800 familias. A fines 1524, llega Francisco Cortés de San Buenaventura, quien nombra encomendero a Pedro Gómez y a Martín Monje de la Provincia de Tenamaxtlán, siendo Juchitlán una de las 16 estancias pertenecientes a la Provincia. En la conquista de tal lugar acompañaban a Cortés de San Buenaventura, los religiosos fray Juan de Padilla y fray Miguel de Bolonia. 
A causa de una epidemia en 1570, Juchitlán ve reducida su población sumando tan solo cien habitantes. Por decreto del 9 de julio de 1835 fue erigido municipio, pero por ser pueblo pequeño, ese mismo año se le quitó la categoría y sólo fue comisaría subordinada al municipio de Tecolotlán. En 1840 quedó definitivamente convertido en municipalidad. Desde 1837 perteneció al Distrito de Etzatlán hasta 1878 en que pasó a pertenecer al 5° cantón de Ahualulco, más tarde Ameca. En 1895 tenía categoría de pueblo con seis comisarías de policía.y FIN

## Descripción geográfica

### Ubicación
Juchitlán se localiza al suroeste del estado, en las coordenadas 19º50’00" a 20º07’30" de latitud norte y de los 103º59’00" a los 104º08’55" de longitud oeste; a una altitud de 1,240 metros sobre el nivel del mar.  
El municipio colinda al norte con el municipio de Tecolotlán; al este con el municipio de Chiquilistlán; al sur con el municipio de Ejutla y al oeste con el municipio de Tenamaxtlán.

### Orografía
Su superficie está compuesta en su mayoría por zonas accidentadas (46%), también hay zonas planas (28%), y zonas semiplanas (26%).
Suelos. El territorio está conformado por terrenos que pertenecen al periodo terciario. La composición de los suelos es de tipos predominantes Vertisol Pélico al cual están adicionadose algunas partes Feozem Háplico y Litosol y Cambisol Eutrico. También existen en algunas partes, roca o tepetate; en la parte oriental del municipio, hay Andosol Mólico combinados con Feozem Háplico y Cambisol. 
El municipio tiene una superficie territorial de 40,388 hectáreas, de las cuales 9,217 son utilizadas con fines agrícolas, 12,333 en la actividad pecuaria, 18,668 son de uso forestal, 170 son suelo urbano. En lo que a la propiedad se refiere, una extensión de 35,752 hectáreas es privada y otra de 4,636 es ejidal, no existiendo propiedad comunal. 

### Hidrografía
Sus recursos hidrológicos son proporcionados por: el río Tecolotlán o Tamazula; los arroyos: Ferrería, San Gaspar y San Ignacio, y las lagunas y presas: Ojo de Agua, higuera mocha, Cofradía, Los Guajes, El Pozo y La Tinaja. 

### Clima
El clima es seco, con otoño e inviernos secos, y semicálido, sin cambio térmico invernal bien definido. La temperatura media anual es de 21.5 °C, con máxima de 29.1 °C y mínima de 13.9 °C. El régimen de lluvias se registra entre los meses de junio, julio y agosto, contando con una precipitación media de 622.7 milímetros. El promedio anual de días con heladas es de 2.5. Los vientos dominantes son en dirección del noroeste.
| Parámetros climáticos promedio de | Parámetros climáticos promedio de | Parámetros climáticos promedio de | Parámetros climáticos promedio de | Parámetros climáticos promedio de | Parámetros climáticos promedio de | Parámetros climáticos promedio de | Parámetros climáticos promedio de | Parámetros climáticos promedio de | Parámetros climáticos promedio de | Parámetros climáticos promedio de | Parámetros climáticos promedio de | Parámetros climáticos promedio de | Parámetros climáticos promedio de |
| Mes                               | Ene.                              | Feb.                              | Mar.                              | Abr.                              | May.                              | Jun.                              | Jul.                              | Ago.                              | Sep.                              | Oct.                              | Nov.                              | Dic.                              | Anual                             |
| --------------------------------- | --------------------------------- | --------------------------------- | --------------------------------- | --------------------------------- | --------------------------------- | --------------------------------- | --------------------------------- | --------------------------------- | --------------------------------- | --------------------------------- | --------------------------------- | --------------------------------- | --------------------------------- |
| Temp. máx. media (°C)             | 25                                | 26                                | 28                                | 30                                | 32                                | 26                                | 26                                | 28                                | 26                                | 24                                | 22                                | 20                                | 26                                |
| Temp. mín. media (°C)             | 14                                | 15                                | 16                                | 18                                | 19                                | 18                                | 18                                | 16                                | 16                                | 15                                | 14                                | 12                                | 16                                |
| Precipitación total (mm)          | 0.5                               | 0.5                               | 0.4                               | 0.3                               | 0.2                               | 150                               | 160                               | 100                               | 50                                | 10                                | 2                                 | 1                                 | 492.9                             |
| [cita requerida]                  |                                   |                                   |                                   |                                   |                                   |                                   |                                   |                                   |                                   |                                   |                                   |                                   |                                   |

## Flora y fauna

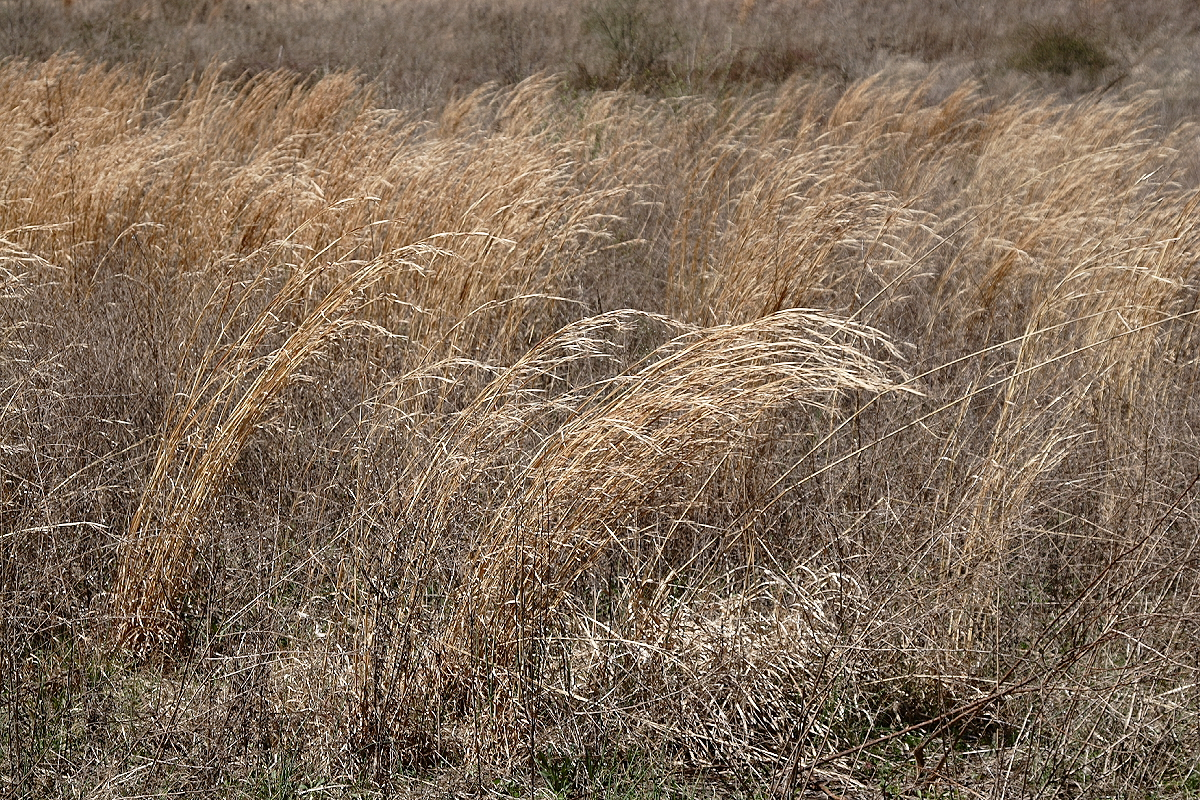
Existen pastizales en el municipio.

Su vegetación se compone básicamente de zona boscosa, en las partes altas existen pinos y encinos, y en las partes bajas hay vegetación tropical, como palmas y espinos; en las zonas planas hay pastizales.
Este lugar es poblado por:
- puma[6]
  - Puma concolor
- venado[6]
  - Odocoileus virginianus
- coyote[6]
  - Canis latrans
- conejo[6]
  - Sylvilagus sp.
- ardilla[6]
  - Familia Sciuridae
- mapache[6]
  - Procyon lotor
- jabalí[6]
  - Pecari tajacu
- gato montés[6]
  - Lynx rufus
- tejón[6]
  - Nasua narica
- entre otras especies

## Demografía

### Localidades
En el censo de 2020 el municipio de Juchitlán contaba con 22 localidades.
| Código INEGI      | Localidad         | Población (2020) |
| ----------------- | ----------------- | ---------------- |
| 140520001         | Juchitlán         | 3 528            |
| Otras localidades | Otras localidades | 2 006            |
| Total municipal   | Total municipal   | 5 534            |

## Economía
- Ganadería. Se cría ganado bovino y porcino. Además de aves y colmenas.
- Agricultura. Destacan el maíz, sorgo y garbanzo.
- Comercio. Predominan los establecimientos dedicados a la venta de productos de primera necesidad y los comercios mixtos que venden artículos diversos.
- Servicios. Se prestan servicios técnicos, comunales, sociales, personales, turísticos y de mantenimiento.
- Industria. Existe industria manufacturera.
- Minería. Existen fondos minerales de cobre, plata y oro, entre los metálicos; y mármol y piedra caliza entre los no metálicos.
- Explotación forestal. Se explota roble y encino.

## Turismo
Artesanías
- Elaboración de: textiles, metalistería, madera, cera, parafinas, herrería, deshilados y muebles típicos.

Templos
- Templo del Sagrado Corazón, parroquia de San Francisco y capilla de la Virgen del Tránsito (en el cerrito)

Parques y reservas
- El Cañón de los Mojos.

Equipamientos sociales
- Hay servicios hospitalarios, ambulancia, vigilancia, servicios básicos, hoteles y restaurantes, gasolinera, servicios bancarios y farmacias

## Fiestas
Fiestas civiles
- Día del Charro. 14 de septiembre.

Fiestas religiosas
- Fiesta en honor de Nuestra Señora de Transíto. 13 de agosto.

## Cronología de los Sacerdotes
| 1860        | Victoriano Reynoso              |
|             | Desiderio Romero                |
| 1861 - 1862 | Juan Baldivia                   |
|             | Benito Lepe                     |
|             | José Isabel Brambila            |
|             | Andrés Álvarez                  |
| 1876        | José Omobono Anaya              |
|             | Ferreolo Velazco                |
|             | Guadalupe L. Padilla            |
|             | Gumercino Flores                |
|             | Florentino de la O.             |
|             | Jesús Chávez                    |
|             | Florentino Ramírez              |
| 1904 - 1913 | Maximiano Macías                |
|             | José de Jesús García            |
| 1913 - 1918 | Simón Camberos                  |
| 1918 - 1921 | Mauricio Vega                   |
|             | Alfonso Ortiz                   |
|             | Maximiano García                |
| 1921        | Nicandro Covarrubias            |
| 1922        | José Ma. González               |
| 1923        | José Cepeda                     |
|             | José de Jesús M. Velazquez      |
| 1926 - 1928 | Lorenzo Placencia               |
| 1929        | Fernando Vargas                 |
| 1931        | Andrés Pérez Alba               |
|             | José González                   |
|             | Cipriano González               |
| 1941        | Luis González Delgado           |
| 1944 - 1961 | Alfonso Ortiz                   |
| 1963 - 1975 | Salvador Maldonado              |
| 1975        | Ignacio Pelayo Corona           |
|             | Juan Villaseñor                 |
|             | José Llamas Flores              |
|             | Esequiel Cervantes              |
|             | José Luis Saldaña               |
|             | Rosendo González Díaz           |
|             | José Dolores Carrillo           |
|             | José Manuel Díaz Santana        |
|             | Salvador Maldonado              |
|             | José de Jesús Castelanod Aceves |
| 1989 - 2001 | Fernando Cañedo                 |
|             | José de Jesús Castellanos       |
|             | Humberto García Zúñiga          |
|             | José Luis Arias                 |
|             | Javier García                   |
|             | José Manuel Equigua             |
| 2003-2006   | Reynaldo Meza Alvarado          |
|             | José Medina Rodríguez           |
| 2006-2011   | José Llamas Flores              |
| 2011        | JOse Luis López Santos          |
| 2011        |                                 |
| 2011        | José de Jesús García Velázquez  |

## Cronología de presidentes municipales
| 1863      | Vicente García de Alba              |
| 1923      |                                     |
| 1924      |                                     |
| 1925      | José Ángel Fletes                   |
| 1926      | Anselmo Gil Lomeli                  |
| 1927      |                                     |
| 1928      | Eufemio Villaseñor                  |
| 1929-1930 | Jesús Vaca Herrera                  |
| 1931-1932 |                                     |
| 1933-1934 |                                     |
| 1935-1936 |                                     |
| 1937-1938 |                                     |
| 1939-1940 |                                     |
| 1941-1942 |                                     |
| 1943-1944 |                                     |
| 1945-1946 | Salvador García                     |
| 1947-1948 |                                     |
| 1949-1952 | Manuel Covarrubias Fernández        |
| 1953-1955 |                                     |
| 1956-1958 |                                     |
| 1959-1961 | Rafael Vázquez Covarrubias          |
| 1962-1964 | Salvador Ruezga García              |
| 1965-1967 | Julián Covarrubias García           |
| 1968-1970 | Salvador Ruezga García              |
| 1971-1973 | Enrique Covarrubias                 |
| 1974-1975 | José Echauri Navarro                |
| 1975-1976 | José de Jesús Renteria Moreno       |
| 1977-1979 | Fausto Antonio Sevilla Macías       |
| 1980-1982 | Rubén Covarrubias Ponce             |
| 1983-1985 | Gilberto Gómez Ruíz                 |
| 1986-1988 | Antonio Ruezga Covarrubias          |
| 1989-1992 | Rafael Covarubias Fletes            |
| 1993-1995 | Enrique Gallado Cárdenas            |
| 1995-1997 | Rodolfo Covarrubias Castillo        |
| 1998      | Fausto Antonio Sevilla Macias       |
| 1998      | Rafael García Piña                  |
| 1998-2000 | Crescencio Fletes Cobian            |
| 2001-2003 | Gilberto Gómez Ruíz                 |
| 2004-2006 | Filemón Rodríguez Villalpando       |
| 2006-2009 | Martin Ramón Covarrubias López      |
| 2009      | José de Jesús Hernández Salmerón    |
| 2010-2012 | Ricardo Rangel Fletes               |
| 2013-2015 | Francisco Javier García Ramos       |
| 2015-2017 | Francisco Javier Covarrubias Fletes |

## Personas destacadas
- Juan Gil Preciado - exgobernador de Jalisco
- Manuel de Jesús Aréchiga Fernández ex-presbítero.
- Alfonso Toriz Cobián - ex-Obispo